# Kościół Świętego Krzyża w Żywcu
Kościół Świętego Krzyża – gotycki kościół w Żywcu, położony w dzielnicy Śródmieście, w części miasta zwanej Rudzą. Jest kościołem filialnym parafii Narodzenia Najświętszej Marii Panny w Żywcu.
Z uwagi na umieszczone na zewnętrznej ścianie absydy świątyni figury ukazujące ukrzyżowanego Jezusa oraz dwóch łotrów budynek nazywany jest przez mieszkańców miasta także kościołem „Trzech Krzyży”.

## Historia
Kościół powstał pod koniec XIV wieku (około 1380), w okresie przed lokacją Żywca na obecnym obszarze. Początkiem XV wieku stał się kościołem husyckim, jednak w 1428 wrócił w ręce katolików. Jego ponownego poświęcenia dokonał wówczas biskup krakowski.
W 1679 doszło do przebudowy świątyni, dokonano wówczas wyburzenia dotychczasowej nawy wzniesionej w technice ryglowej, która została zastąpiona przez znacznie większą nawę zachowaną do czasów współczesnych. W 1690 dzięki zabiegom proboszcza ks. Wojciecha Symelliusa z żywieckiej parafii farnej, do której należał kościół, miało miejsce powiększenie prezbiterium poprzez dostawienie do niego kolistej absydy. 
W 1790 nakazem państwowym kościół został zamknięty, a następnie sprzedany na drodze licytacji Elżbiecie Wielopolskiej, stanowiącej ówczesną właścicielkę miasta. Niedługo potem władze miejskie zażądały unieważnienia tej transakcji. Po długotrwałych sporach w 1801 roku przeprowadzono ponowną licytację kościoła. W związku tym, że prawo udziału w przetargu przysługiwało wyłącznie osobom fizycznym, władze miejskie wyznaczyły Marcina Rybarskiego do zakupu świątyni i zapewniły środki niezbędne na ten cel, doprowadzając do wykupu świątyni. Przez długi czas jednak władze austriackie nie zezwalały na odprawianie w kościele nabożeństw. 
W okresie wojen napoleońskich kościół był wykorzystywany najpierw jako koszary dla około 400 żołnierzy, następnie jako magazyn żywności, a później przeznaczony został na szpital wojskowy. W 1826 z inicjatywy proboszcza ks. Franciszka Augustina rozpoczęto dostosowywanie budynku do pełnienia pierwotnej funkcji. W 1878 powstała kaplica Ogrójca, a w 1910 wzniesiona została wieża oraz przedsionek. W urządzonej w wieży kaplicy Serca Pana Jezusa w 1916 powstała polichromia autorstwa Jana Kazimierza Olpińskiego, na której ukazani zostali Ewangeliści oraz wizerunki czterech świętych polskich.
W latach okupacji niemieckiej w trakcie II wojny światowej kościół św. Krzyża został przeznaczony na potrzeby duszpasterskie niemieckich wiernych, co nastąpiło w związku z przyjęciem przez okupanta teorii o germańskim pochodzeniu mieszkańców miasta i chęcią przekazania Niemcom najstarszej świątyni w mieście. 7 lipca 1942 została przy nim powołana przeznaczona dla Niemców nowa parafia. Jej proboszczem z nominacji biskupa Adama Stefana Sapiehy został ks. Kurt Bensch. Kościół św. Krzyża 1 września 1942 został przekazany formalnie nowej niemieckiej parafii przez parafię Narodzenia Najświętszej Marii Panny. Niemieckojęzyczna parafia św. Krzyża funkcjonowała do 1945, a jej proboszcz w styczniu 1945 wyjechał do Niemiec.

## Architektura
Kościół jest budynkiem orientowanym, wykonanym z kamienia pokrytego tynkiem. Obiekt złożony jest z prostokątnej, wydłużonej nawy głównej o długości 20 m i szerokości 9 m, jak również prezbiterium, które z wschodniej strony kościoła połączone zostało z absydą. Prezbiterium razem z absydą posiada 18,6 m długości oraz 7 m szerokości. Do północnej strony nawy dostawiona została wieża, natomiast od strony zachodniej – przedsionek. Do północnej części prezbiterium przylega zakrystia, natomiast od jego południowej strony wzniesiona została kaplica Ogrójca.
Obszar nawy i prezbiterium został przykryty spłaszczonym kolebkowym sklepieniem pozornym, natomiast absydę wyposażono w wykonaną z drewna kopułę. Dachy kościoła są wysokie i spadziste, pokryte gontem. Ponad dachem wynosi się sygnaturka o ośmiobocznym kształcie, obita deskami i wyposażona w kopułkę pokrytą gontem, na której umieszczona została ośmioboczna latarnia. Hełm latarni również został pokryty gontem, wyposażono go także w żelazny krzyż.
Nawę od prezbiterium oddzielają tęcze z półkolistymi łukami. Ściany wewnętrzne budynku pozostają gładkie, nie zastosowano na nich podziałów architektonicznych. Ściany na zewnątrz zostały wyposażone w skarpy.

## Wyposażenie

### Wyposażenie współczesne
Z dawnego wyposażenia w kościele znajduje się barokowy obraz „Chrystus dźwigający krzyż” umieszczony w prawym ołtarzu bocznym, zlokalizowanym obok wejścia do absydy. Posiada on wymiary 67 x 115 cm. Został wykonany w XVIII wieku za pomocą farb olejnych naniesionych na płótno. Umieszczony jest tu także obraz „Ecce Homo” z 1826 o wielkości 86 x 154 cm, powstały w technice olejnej na drewnie.
Późnobarokowy krucyfiks stanowiący cześć ołtarza głównego ukazuje ukrzyżowaną postać Jezusa. Posiada on wysokość 175 cm i wykonany został z drewna pokrytego nowszą polichromią olejną. W ołtarzu umieszczone zostały także figury Marii, Jana Ewangelisty oraz Marii Magdaleny, pochodzące z późniejszego okresu. W kościele zlokalizowany jest ponadto kolejny, gotycki krucyfiks wykonany po 1400, przestawiający Jezusa obleczonego perizonium ze zwisającymi po jego bokach festonami udrapowanej tkaniny. Ręce rzeźby Chrystusa zawieszonej na tym krucyfiksie pochodzą z 1637 i zostały wykonane przez Jerzego Wiśnickiego z Żywca w związku ze zniszczeniem dotychczasowych.
W glifach okiennych prezbiterium odsłonięto polichromię z około 1666 roku, wykonaną przez Floriana Sobinowicza z Żywca. Witraże znajdujące się w absydzie powstały w 1910 według projektu Stefana Witolda Matejki.

### Wyposażenie dawne
Do dawnego wyposażenia kościoła należy gotycki obraz „Zdjęcie z krzyża” z około 1450 o wymiarach 102,5 cm x 147,5 cm, namalowany na drewnie techniką temperową. Posiada symetryczną kompozycję. Na jego środku znajduje się krzyż, pod którym umiejscowiona została kwietna łąka, na której znajduje się osiem osób ustawionych w dwóch rzędach. W pierwszym rzędzie znajduje się Jezus wraz z Marią i dwoma opłakującymi go kobietami. W drugim rzędzie stoi Maria Magdalena, Jan Ewangelista, Nikodem i Józef z Arymatei. W obrazie wykorzystana została skromna kolorystyka, zastosowano ciemną czerwień, oliwkową zieleń i ciemny błękit oraz złote tło, na którym umieszczono narzędzia Męki Pańskiej. Dzieło zostało przekazane do Muzeum Miejskiego w Żywcu. Podczas okupacji niemieckiej w trakcie II wojny światowej obraz został przewieziony przez hitlerowców do Bytomia, następnie wrócił do żywieckiego Muzeum.
W kościele znajdował się renesansowy obraz „Wskrzeszenie Łazarza” z II połowy XVI wieku o wymiarach 120 x 156 cm. Powstał on za pomocą farb temperowych na drewnie. Ukazano na nim tytułową scenę rozgrywającą się na tle krajobrazu. Posiada on pozłacane i rzeźbione roślinnym ornamentem łukowe zamknięcie pola obrazowego. Został on podarowany do Muzeum Miejskiego w Żywcu, następnie został wywieziony podczas okupacji przez Niemców. Po zakończeniu wojny powrócił do zasobów muzeum.
Kolejnym dziełem umieszczonym dawniej w kościele był temperowy obraz renesansowy „Chrystus i Święta Weronika”, pochodzący z połowy XVI wieku, powstały na drewnie. Ma on wymiary 71 x 109 cm. Na jego pierwszym planie pokazane zostały wizerunki Jezusa oraz św. Weroniki, natomiast za nimi znajdują się Maria oraz żołnierz. Zastosowano tony oliwkowo-szare, ożywione ciemną czerwienią i szmaragdowym błękitem. Współcześnie znajduje się on w kolekcji Muzeum Miejskiego w Żywcu.
Zachowane zostało ponadto drewniane skrzydło pochodzące z tryptyku mieszczonego się wcześniej w świątyni, wykonane w II połowie XVI wieku. Posiada ono wymiary 37 x 122 cm. Umieszczone na nim są malowidła w technice temperowej, przestawiające po jego wewnętrznej stronie scenę biczowania Chrystusa na złotym tle, ubraną w roślinne sploty charakterystyczne dla renesansu. Na stronie zewnętrznej skrzydła znajduje się wizerunek Poncjusza Piłata. Będące w stanie znacznego zniszczenia skrzydło przekazane zostało do Muzeum Miejskiego w Żywcu, jednak podczas II wojny światowej uległo zagubieniu. Po odnalezieniu powróciło do muzeum.
Do Muzeum Miejskiego w Żywcu podarowany został także barokowy, prostokątny obraz olejny „Upadek Chrystusa pod krzyżem” o rozmiarze 114 x 77,5 cm, namalowany farbami olejnymi na drewnie oraz obraz „Madonna z poziomką” z okresu 1450–1475, namalowany na drewnie farbami temperowymi.
W kościele znajdowała się gotycka rzeźba z około 1380, przestawiająca Świętą Annę Samotrzecią. Wykonana jest ona z drewna, drążona z tyłu i pokryta początkowo temperową polichromią, która została następnie przykryta nową. Przestawia ona św. Annę siedzącą na tronie, która prawą ręką obejmuje siedzącą na jej kolanach Marię, natomiast lewą dzierży jabłko. Na kolanach Marii usadowione zostało nagie Dzieciątko Jezus, podobnie jak św. Anna trzymające jabłko. Płaszcz, w który ubrana jest św. Anna układa się w lejowate fałdy. Rzeźba ta została przekazana Muzeum Miejskiemu w Żywcu, następnie w okresie okupacji została wywieziona do Bytomia. Po zakończeniu wojny znalazła się na powrót w muzeum.

## Organy
Prospekt organowy w stylu neoklasycznym umieszczono na chórze muzycznym. Konstrukcja, oparta na wysokim cokole, obejmuje siedem pól piszczałkowych rozmieszczonych w trzech łukowatych ramach, wspartych na kolumnach ustawionych na cokołach oraz wyposażonych w rzeźbione złocenia w głowicach. Całość zwieńczona jest wspólnym gzymsem oraz ozdobiona wykonanymi w stylu regencji złoconymi sterczynami i kratkami.
Organy zachowały się w pełni w oryginalnej formie. Zostały zbudowane przez zakład Rieger Orgelbau w systemie multiplex i mają dyspozycję 13 rejestrów, z czego 10 to głosy realne, a 3 uzyskano dzięki ekstensji. Informacja o numerze opus 1967, umieszczona na stole gry, pozwala datować ich powstanie na rok 1913. Oddanie instrumentu do użytku nastąpiło jednak w terminie późniejszym, na co wskazuje jego wyższy numer katalogowy 2080, jak i styl rejestrów, typowy dla produktów przedsiębiorstwa z lat 20. XX wieku.
Stół gry stanowi osobny element, wbudowany w balustradę chóru i skierowany w stronę prezbiterium. Wyposażono go w dwa manuały i pedał, a system gry i rejestrów jest w pełni pneumatyczny. Organy posiadają stożkowe wiatrownice, pływakowy miech oraz dźwignię do kalikowania. Elektryczna dmuchawa została umieszczona w oddzielnym pomieszczeniu. W instrumencie zastosowane zostały drewniane rurki, którymi doprowadzane jest powietrze do wiatrownic. Wykorzystanie drewna zamiast metalowych stopów jest konsekwencją jego budowy podczas I wojny światowej, z uwagi na ówczesne braki w zaopatrzeniu w ołów.

## Otoczenie kościoła
Początkowo kościół pozostawał otoczony cmentarzem, na terenie którego wykonywano orzekane przez miejski sąd wyroki śmierci przestępców poprzez ścięcie, a pochówków ich ciał dokonywano w pobliżu kościoła. W latach 1625–1684 egzekucji poddano tu między innymi Michała Gnidka, skazanego za kradzież i nieposłuszeństwo rodzicom (na jego mogile ustawiono kamienny krzyż), Jakuba Regulę, syna żywieckiego wójta, osądzonego za kradzież, Mikołaja Kasprzykowicza, ukaranego za bigamię, Marcina Ociepkę, który dopuścił się kradzieży wotów i datków ze skarbony, oraz krawca Wojciecha Stokłosę, winnego kradzieży koni. W latach 1689–1771 przy kościele stracono również 11 kobiet oskarżonych o zabicie własnych dzieci. Cmentarz przykościelny uległ likwidacji po 1784, kiedy przez cesarza Józefa II został ogłoszony edykt zakazujący chowania zmarłych w obrębie zabudowy miejskiej.
Przy kościele zachował się jeden z kamiennych krzyży, ustawiony przez rodziców zmarłego na mogile Michała Gnidka, ściętego w 1624. Stanowi on masywny, prosty krzyż równoramienny, mierzący 87 cm wysokości, pozbawiony inskrypcji i daty. Grubość krzyża wynosi od 22 cm do 25 cm.
Z północnej strony kościoła znajduje się kamienna kolumna „Boża Męka”, powstała w 1618 z funduszu mieszczanki Zofii Kiełzak. Stanowi najstarszy tego typu obiekt zachowany na terenie Żywiecczyzny. Ma formę kolumny toskańskiej, na której umieszczony został nasadnik w kształcie pąka kwiatu, a z niego wyprowadzony został krzyż z płaskorzeźbą przybitego do niego Jezusa. Z krzyża tego wyrasta kolejny, wykonany z żelaza.
Przy ogrodzeniu okalającym świątynię ustawiona została figura Jana Nepomucena z 1717. Jest ona umieszczona na wysokim postumencie i pokryta blaszanym daszkiem. Na obecne miejsce figura została przeniesiona w 1864.